# Marbella Fútbol Club
Il Marbella Fútbol Club è una società calcistica spagnola.

## Statistiche
- 14 stagioni in Segunda División B
- 9 stagioni in Tercera División
- 1 stagione in Tercera División RFEF
- 1 stagione in Divisiones Regionales de Fútbol

## Denominazioni del club
- UD Marbella – (1997-2013)
- Marbella FC – (2013-attuale)

## Rosa 2024-2025
| N. |                   | Ruolo | Calciatore           |
| -- | ----------------- | ----- | -------------------- |
| 1  | Spagna (bandiera) | P     | Alberto Lejárraga    |
| 2  | Spagna (bandiera) | D     | Jorge Álvarez        |
| 4  | Spagna (bandiera) | D     | José Manuel Carrasco |
| 5  | Spagna (bandiera) | D     | Luis Acosta          |
| 6  | Spagna (bandiera) | D     | Javi Duarte          |
| 7  | Spagna (bandiera) | A     | José María Callejón  |
| 8  | Spagna (bandiera) | C     | Jony Álamo           |
| 9  | Cina (bandiera)   | A     | Du Yuenzheng         |
| 10 | Spagna (bandiera) | D     | Aitor Puñal          |
| 11 | Spagna (bandiera) | C     | Alberto Soto         |
| 12 | Panama (bandiera) | C     | Irving Gudiño        |
| 13 | Spagna (bandiera) | P     | Dani Martín          |

| N. |                               | Ruolo | Calciatore        |
| -- | ----------------------------- | ----- | ----------------- |
| 14 | Spagna (bandiera)             | C     | Marcos Olguín     |
| 15 | Niger (bandiera)              | D     | Yacouba Hamani    |
| 16 | Guinea Equatoriale (bandiera) | A     | Dorian Hanza      |
| 17 | Spagna (bandiera)             | A     | Iñigo Alayeto     |
| 18 | Ghana (bandiera)              | A     | Tahiru Awudu      |
| 19 | Ghana (bandiera)              | A     | Ernest Ohemeng    |
| 20 | Colombia (bandiera)           | D     | Bernardo Espinosa |
| 21 | Spagna (bandiera)             | A     | Pablo Muñoz       |
| 24 | Australia (bandiera)          | C     | Ryan Edwards      |
| 25 | Australia (bandiera)          | P     | Daniel Solsky     |
|    | Spagna (bandiera)             | A     | Yeray Lancha      |
|    | Spagna (bandiera)             | D     | Genar Fornés      |

## Palmarès

### Competizioni nazionali
- Tercera División: 2

2000-2001, 2013-2014
- Tercera Federación: 1

2022-2023 (gruppo 9)

### Altri piazzamenti
- Segunda División B:

Secondo posto: 2019-2020 (gruppo 4)